# Grand Prix (pel·lícula)
Grand Prix és una pel·lícula estatunidenca de John Frankenheimer estrenada el 1966. La pel·lícula es va endur tres Oscars. En el film quatre pilots de Fórmula 1 es disputen el títol de campió del món. Discorre pels circuits de Montecarlo, Zandvoort, Charade, Spa-Francorchamps i Monza.
a pel·lícula rodada amb càmeres on-board sobre els cotxes amb tècniques d'absolut relleu per l'època, veu com el protagonista James Garner, que interpreta Pete Aron, pilot estatunidenc de Fórmula 1 que després haver estat llicenciat a causa d'un accident a Montecarlo amb un company seu d'equip, canvia d'escuderia i s'adjudica el mundial en que mor el seu rival Jean-Pierre Sarti, protagonitzat per Yves Montand.
La pel·lícula va tenir la col·laboració de les principals escuderies de Fórmula 1 en particular de BRM, Ferrari i McLaren. Aquesta darrera en la pel·lícula, va ser utilitzada per "interpretar" l'escuderia "Yamura" amb la qual Pete Aron conclou la temporada.
A l'objectiu la escuderia neozelandesa va adoptar el color blanc-verd a requeriment de la producció i Bruce McLaren al seu torn va adoptar el color del casc blanc-roig i blau .
També alguns pilots vertaders actuen en la pel·lícula com Phil Hill, Graham Hill, Richie Ginther, Joakim Bonnier, Jack Brabham.
Moltes tomes a Montecarlo i en Bèlgica van ser fetes amb vehicles de Fórmula 3 oportunament "camuflats" i conduïts per Phil Hill.

## Argument

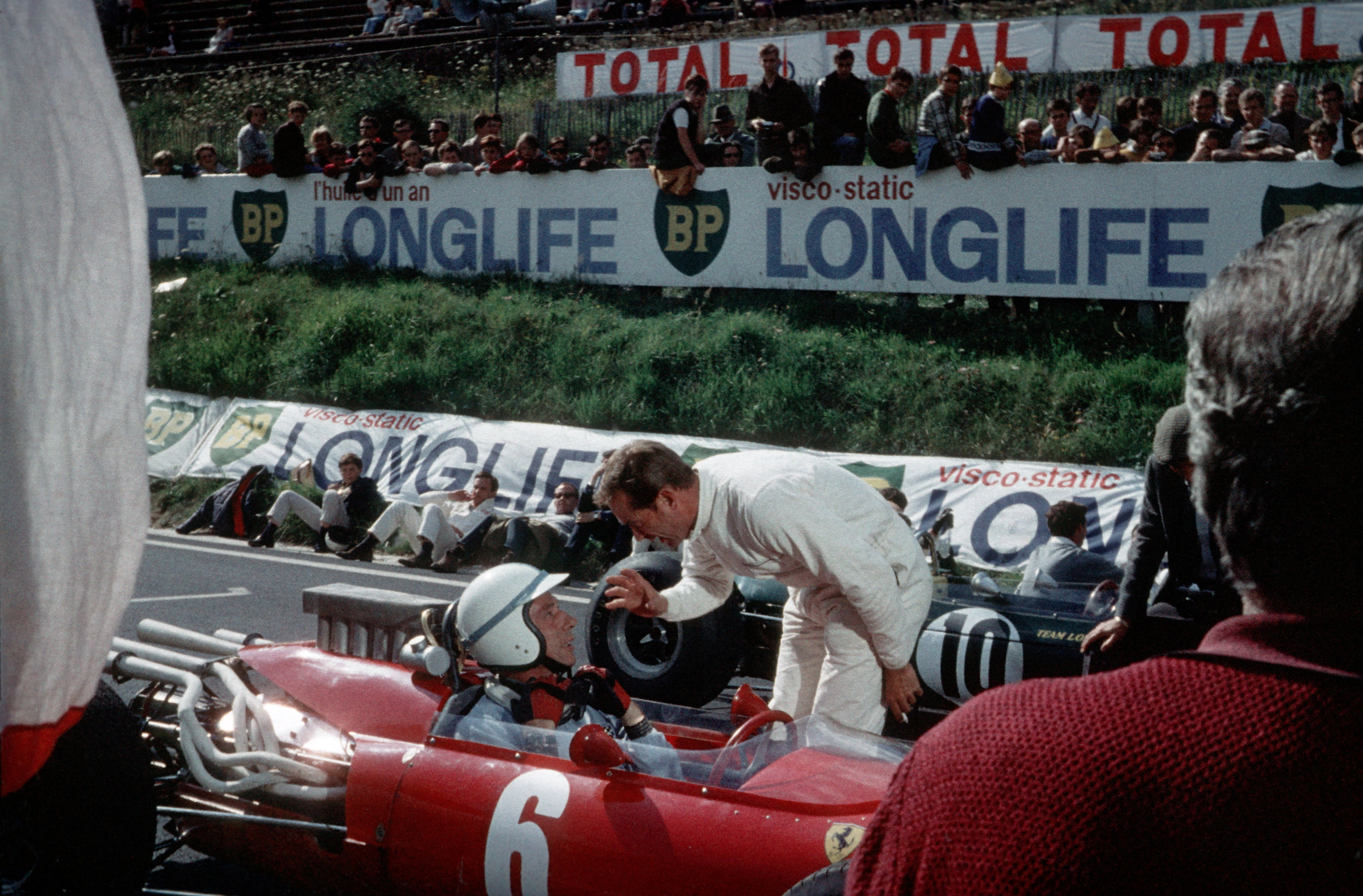
Yves Montand en una escena de la pel·lícula al circuit de Charade

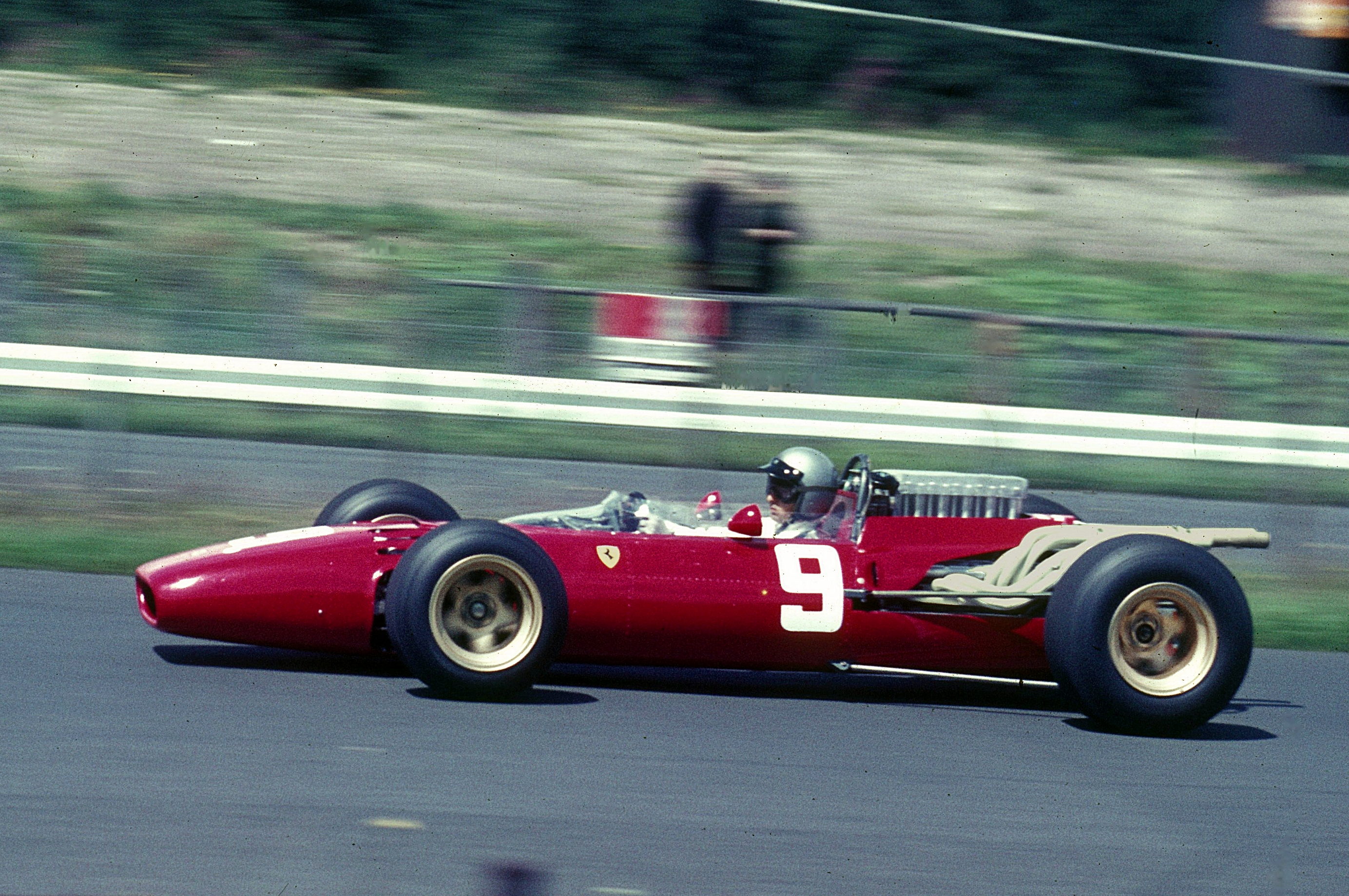
Un Ferrari 312 en carrera l'any 1966.

En els més grans circuits internacionals, quatre pilots experimentats es disputen el títol de campió del món. Entre ells, Pete Aron, responsable de l'hospitalització del seu company i a l'inici d'un idil·li amb la dona d'aquest...

## Repartiment
- James Garner: Pete Aron
- Yves Montand: Jean-Pierre Sarti
- Toshirô Mifune: Izo Yamura
- Antonio Sabàto: Nino Barlini
- Brian Bedford: Scott Stoddard
- Jessica Walter: Pat Stoddard
- Eva Marie Saint: Louise Frederickson
- Françoise Hardy: Lisa
- Geneviève Page: Monique Delvaux-Sarti
- Adolfo Celi: Agostini Manetta
- Claude Dauphin : Hugo Simon
- Enzo Fiermonte: Guido
- Albert Rémy: el doctor
- Jack Watson: Jeff Jordan

## Premis i nominacions
- Premis Oscar de 1966 - Premi Oscar
  - Oscar al millor muntatge a Fredric Steinkamp, Henry Berman, Stu Linder i Frank Santillo
  - Oscar al millor so a Franklin Milton (MGM SSD)
  - Oscar a la millor edició de so a Gordon Daniel
- 1967 - Premis Globus d'Or
  - Nominació Millor actor debutant per Antonio Sabàto
  - Nominació Millor actriu debutant per Jessica Walter
- 1967 - American Cinema Editors
  - Nominació Millor muntatge a Fredric Steinkamp, Henry Berman, Stu Linder i Frank Santillo
- 1967 - Sindicat de Directors d'Amèrica
  - Nominació premi DGA per John Frankenheimer